# Wilder Wassermann
Das Musikalbum Wilder Wassermann ist ein Werk des Rockmusikers Achim Reichel, das 2002 erschien. Es beinhaltet in Folkrockmanier vertonte Lyrik, vor allem Klassiker wie Heines Belsazar oder Goethes Der Erlkönig.
Wilder Wassermann bildet das zweite Album, das sich mit Literaturvertonungen beschäftigt, ist also als eine Art Fortsetzung des 1978 erschienenen Albums Regenballade zu sehen.

„Gerade die Texte auf dem Wilden Wassermann beruhen ja auf alten Volksmythen, auf Geschichten, die über Jahrhunderte von Mund zu Mund gegangen sind. Ich will ja auch keine alten musikalischen Formen reanimieren, sondern etwas Neues daraus machen.“

Mit geringfügigen Ausnahmen hat Reichel auf dieser Platte auch mehrere Instrumente gespielt.

## Trackliste
1. Am blassen Meeresstrande (Heinrich Heine)
2. Vineta (Wilhelm Müller)
3. Belsazar (Heinrich Heine)
4. Der Erlkönig (Johann Wolfgang von Goethe)
5. Die Geister vom See (Eduard Mörike)
6. Lars Jessen (Lulu von Strauß und Torney)
7. Die Ballade von der Loreley (Heinrich Heine)
8. Der wilde Wassermann (Volksballade; Unbekannter Autor)
9. Der Reichtum und die Not (Adolf Glaßbrenner)
10. Walpurgisnacht (Theodor Storm)
11. Der Nöck (August Kopisch)
12. Im Schwarzen Walfisch zu Askalon (Joseph Victor von Scheffel)
13. Ein Nachmittag am Hofe der Nibelungen (Agnes Miegel) – Bonustrack auf der „Digital Remastered“-CD, nachträglich im Jahr 2008 aufgenommen